# Dichoropetalum minutifolium
Dichoropetalum minutifolium är en växtart i släktet Dichoropetalum och familjen flockblommiga växter.
Arten förekommer i Bulgarien, Grekland och forna Jugoslavien. Den beskrevs först av Victor von Janka och fick sitt nu gällande namn av Michail Pimenov och Jevgenij Kljujkov.